# Wauwilermoos

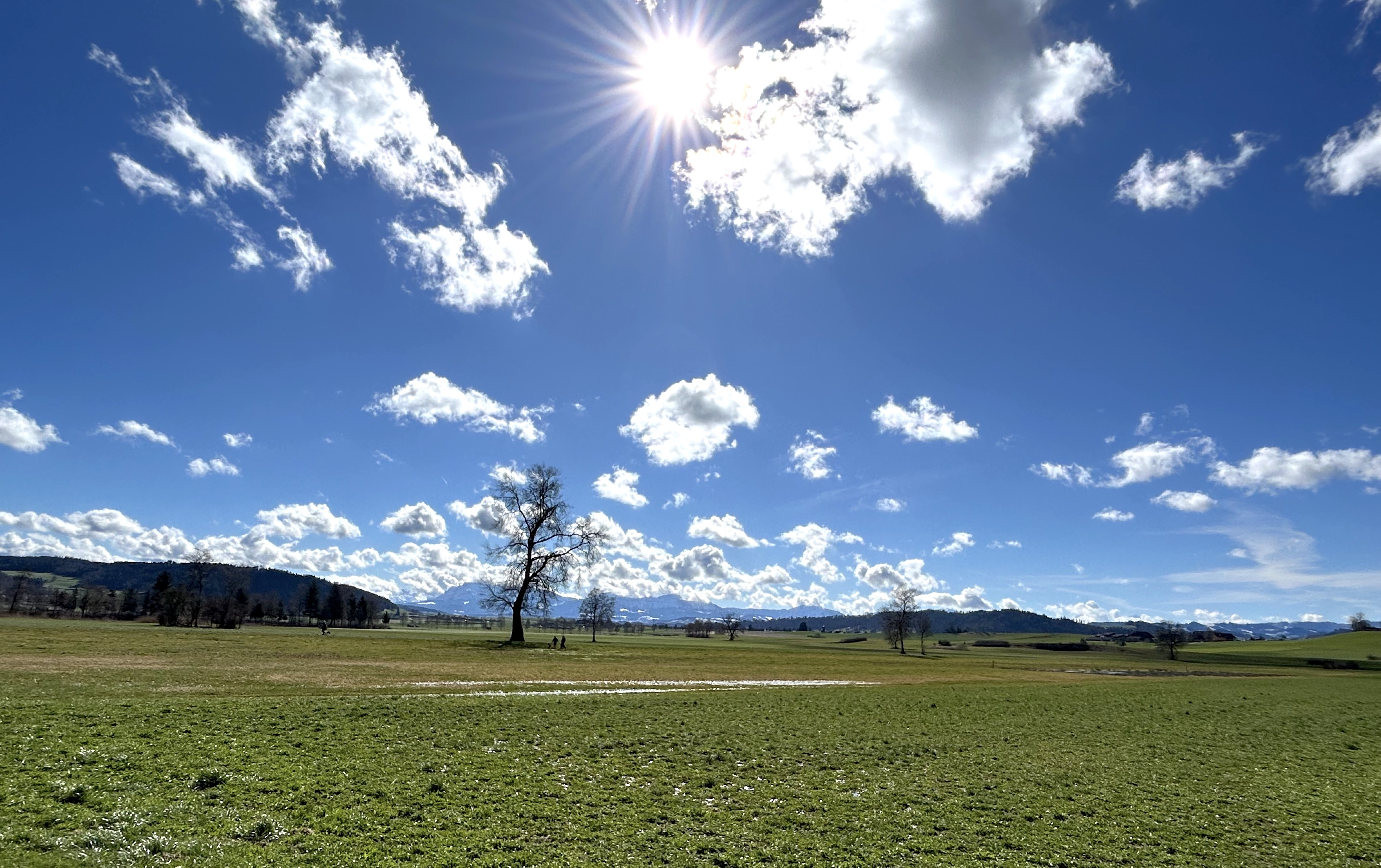
Wanderweg ins Moos

Die Moorebene des Wauwilermooses (der ehemalige Wauwilersee) liegt auf dem Gebiet der Luzerner Gemeinden Egolzwil, Ettiswil, Mauensee, Schötz und Wauwil in der Schweiz. Zahlreiche Gewässer fliessen durch das Wauwilermoos; so die Wigger mit ihren Nebengewässern Luthern und Roth sowie dem Ron, welcher das etwa 14 km2 grosse Gebiet entwässert. Die paläolithisch-neolithischen Pfahlbausiedlungen stehen unter Kulturgüterschutz.

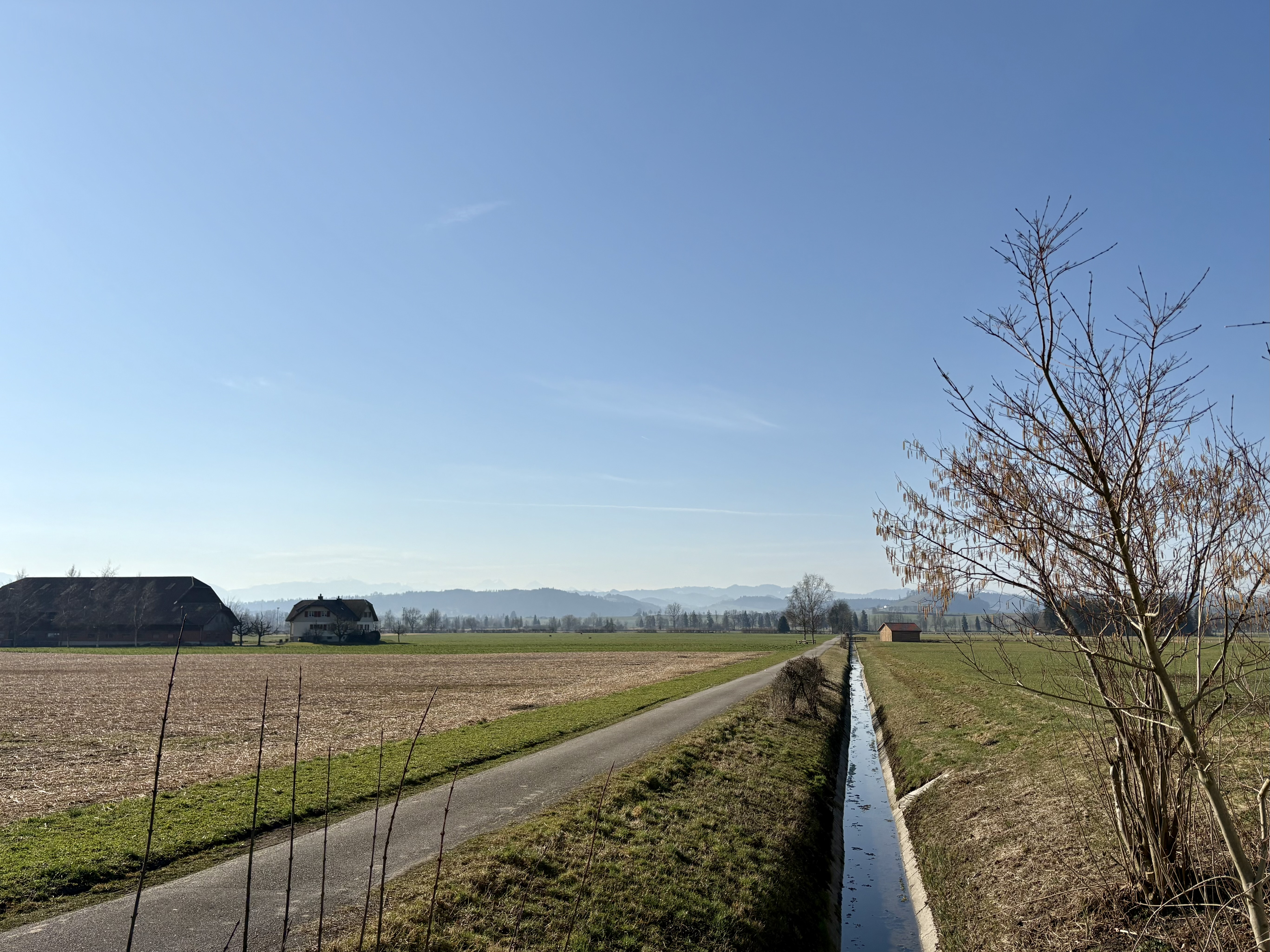
Im Wauwilermoos
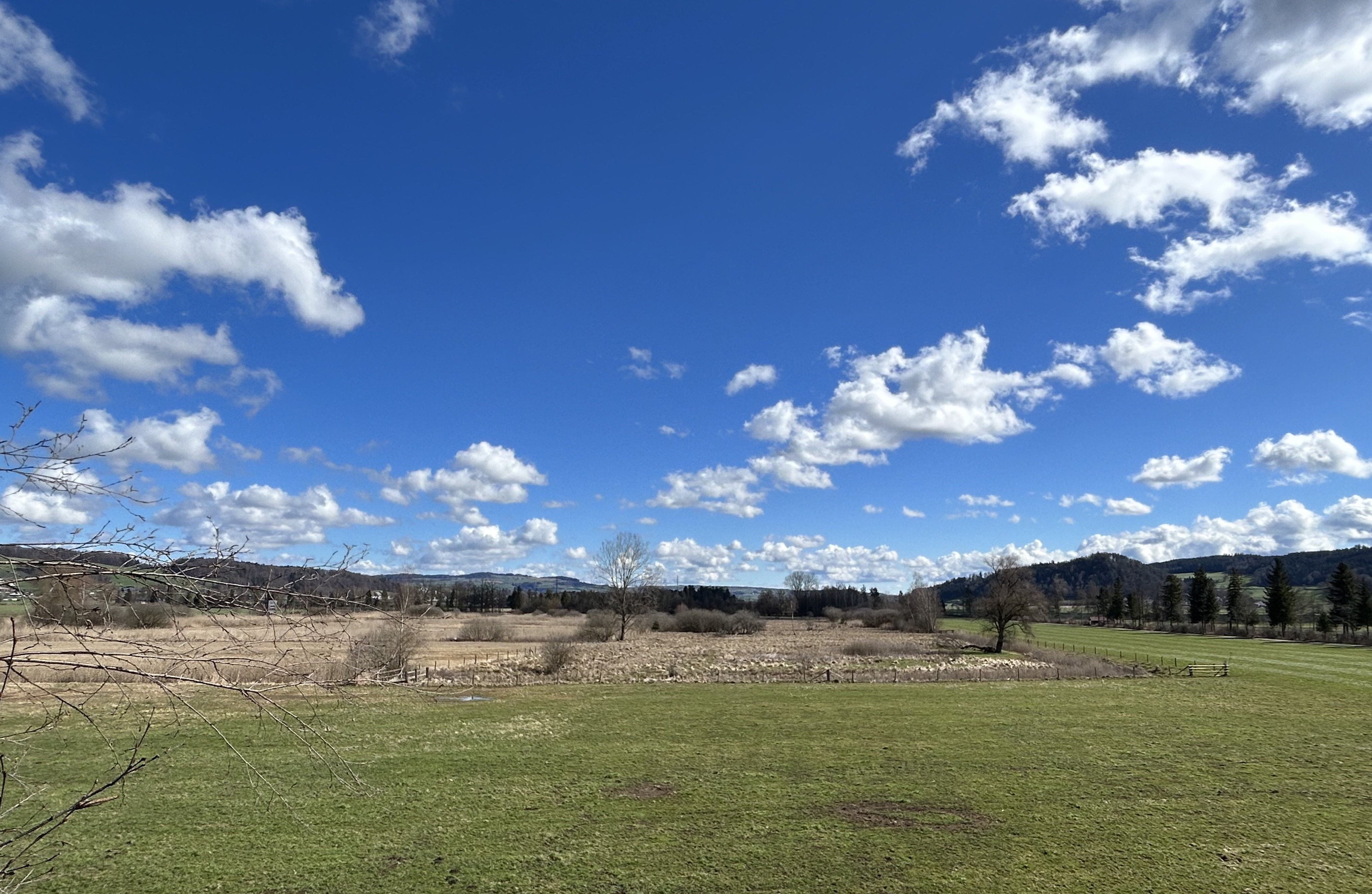
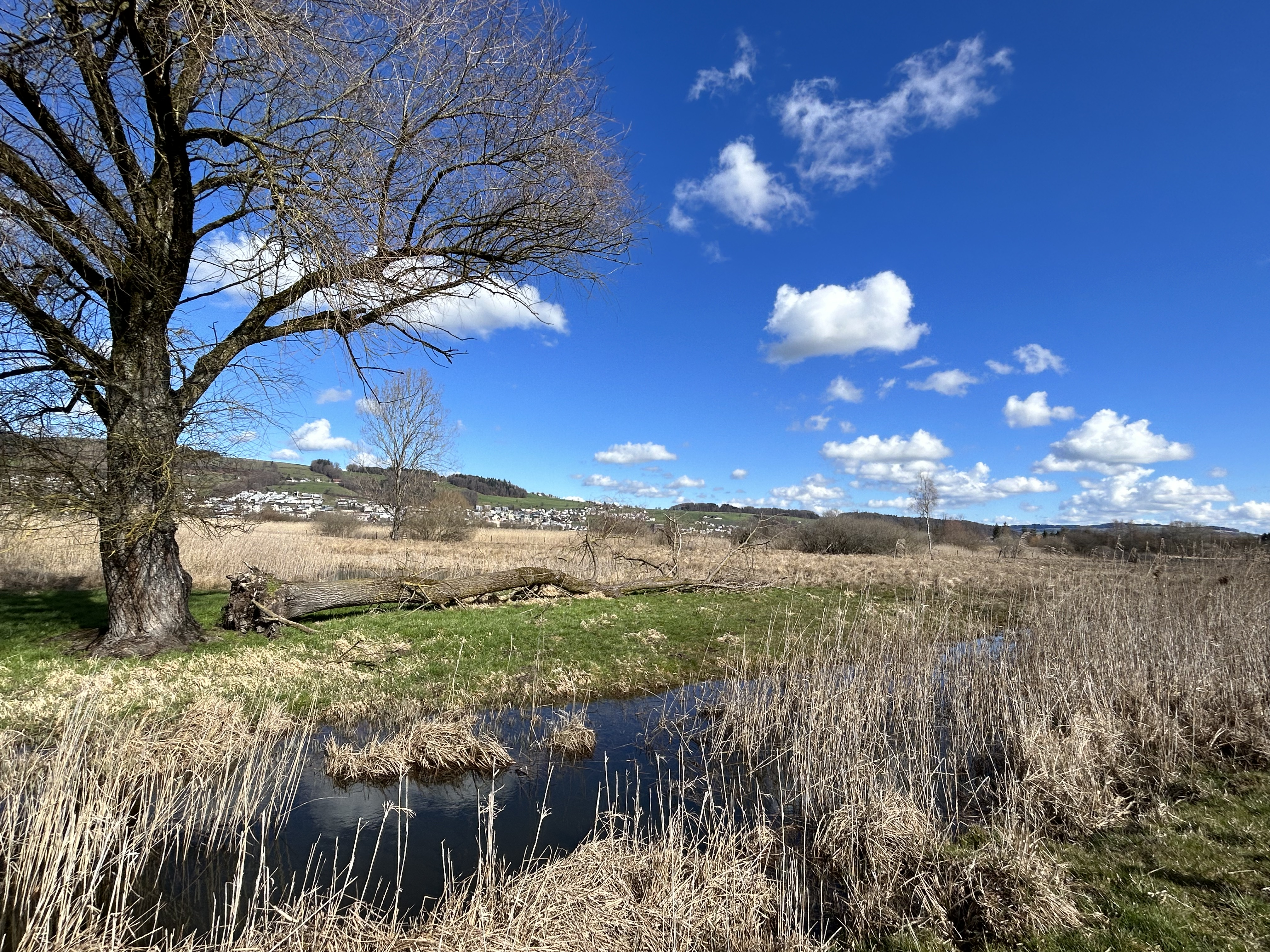
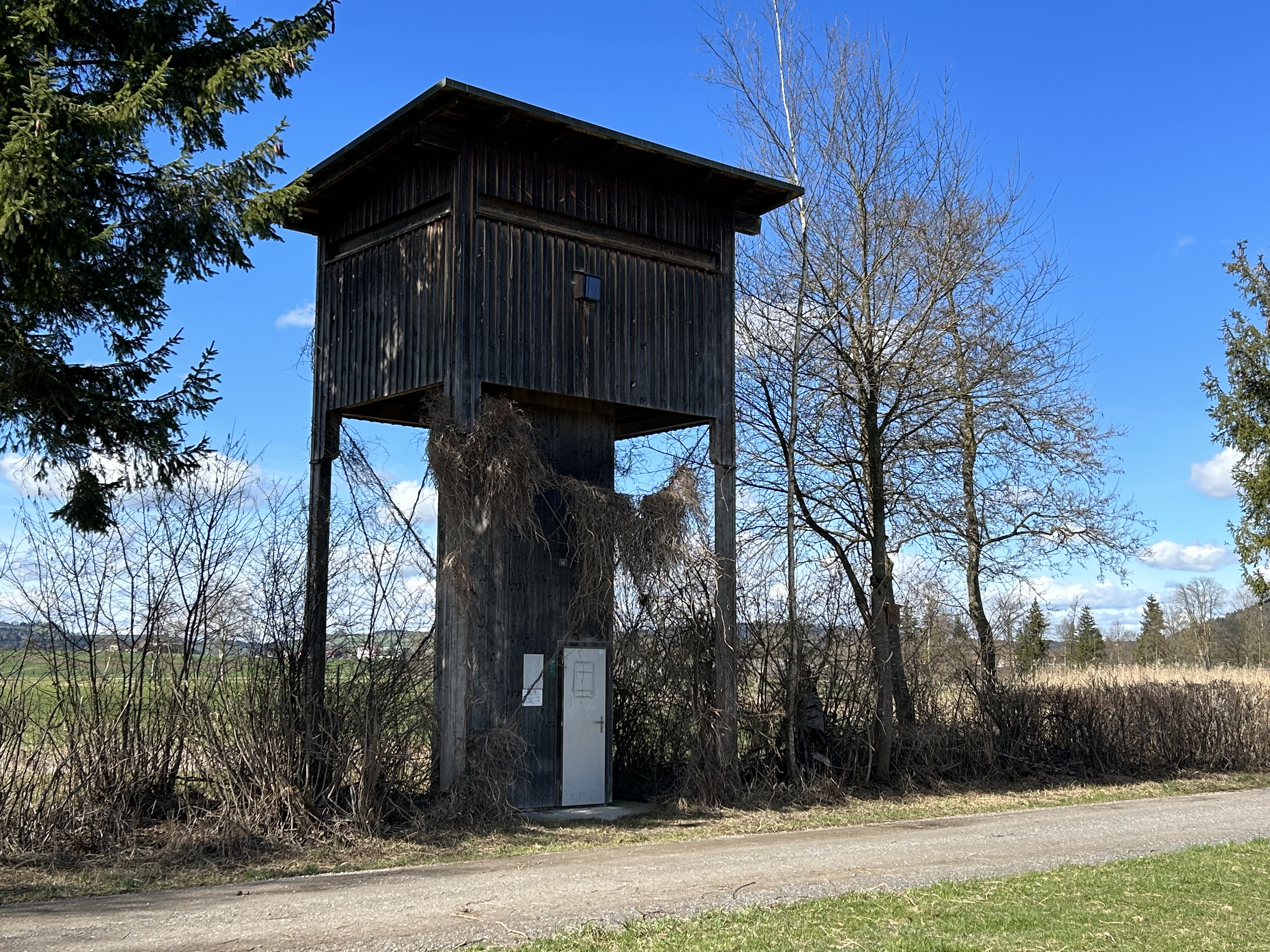
Beobachtungsturm

## Geschichte

### Torfabbau
Im Gebiet wurde seit den 1820er-Jahren Torf abgebaut. Mitte des 19. Jahrhunderts wurde der See endgültig trockengelegt, wobei erste steinzeitliche Siedlungen gefunden wurden. Inzwischen sind über 100 steinzeitliche Fundstellen bekannt.

### Interniertenstraflager Wauwilermoos
Im Zweiten Weltkrieg wurde in dieser Gegend ein Straflager für Internierte geführt, in dem internierte alliierte Soldaten Strafen wegen Fluchtversuchen oder anderer Vergehen zu verbüssen hatten. Das Interniertenstraflager Wauwilermoos war neben Hünenberg und Les Diablerets eines von drei Internierungsstraflagern, die in der Schweiz während des Zweiten Weltkrieges bestanden. Daneben existierten in mehr als jeder sechsten Ortschaft in der Schweiz zumindest zeitweise reguläre Internierungslager.
Die unhaltbaren Zustände wurden später von zahlreichen damaligen Insassen geschildert (siehe Weblinks und Literatur), verschiedene zeitgenössische Berichte und Untersuchungen führten jedoch kaum zu Verbesserungen.
Nachdem der Kommandant des Internierten-Straflagers, Hauptmann André Béguin, in einem ersten Verfahren wegen Spionageverdachts 1942 freigesprochen wurde, wurde er 1946 wegen verschiedener Vergehen wie Betrug, Veruntreuung, Fälschung dienstlicher Akten oder Nichtbefolgens von Dienstvorschriften zu dreieinhalb Jahren Zuchthaus verurteilt.

### Strafanstalt Wauwilermoos
Seit 1947 befindet sich im Wauwilermoos wieder eine Strafanstalt. In der 1979–1983 neu gebauten halboffenen Anstalt werden Freiheitsstrafen vollzogen. Seit 2010 dient die Strafanstalt Wauwilermoos zudem als Ausschaffungsgefängnis.

### Raffinerieprojekt
Eine in den 1960er-Jahren als Mittelland-Raffinerie geplante Erdölraffinerie wurde aus politischen, insbesondere aber aus ökonomischen Gründen nicht realisiert. Das Projekt wurde in den 1980er-Jahren endgültig eingestellt.

### Pfahlbauten
Bei Ausgrabungen im Wauwilermoos entdeckten Archäologen Reste bedeutender Pfahlbauten. 17'000 v. Chr. existierten in diesem Gebiet drei Seen, die im Laufe der Zeit bis auf den noch existierenden Mauensee verlandeten.

## Naturschutzgebiet
Die verbleibenden Feuchtgebiete im Wauwilermoos sind Überresten der früher grösseren Moorlandschaft im Gebiet. Die Fläche der Feuchtgebiete nahm um 94 % ab. Die verbleibende Fläche ist heute als Amphibienlaichgebiet von nationaler Bedeutung und Flachmoor von nationaler Bedeutung geschützt. Zusätzlich befindet sich ein Wasser- und Zugvogelreservat von nationaler Bedeutung im Gebiet, welches grösstenteils landwirtschaftlich intensiv genutzt wird. Im Wauwilermoos liegt das grösste Brutgebiet für Kiebitze in der Schweiz. Ausserdem beherbergt das Gebiet 120 Wildbienenarten.

## Beobachtungsturm
Im März 2016 wurde die alte Beringungshütte der Vogelwarte Sempach abgebrochen und durch einen neuen auf Stelzen erstellten Holzturm ersetzt. Über 30 Treppenstufen gelangt man auf die Aussichtsplattform in 7 Meter Höhe.

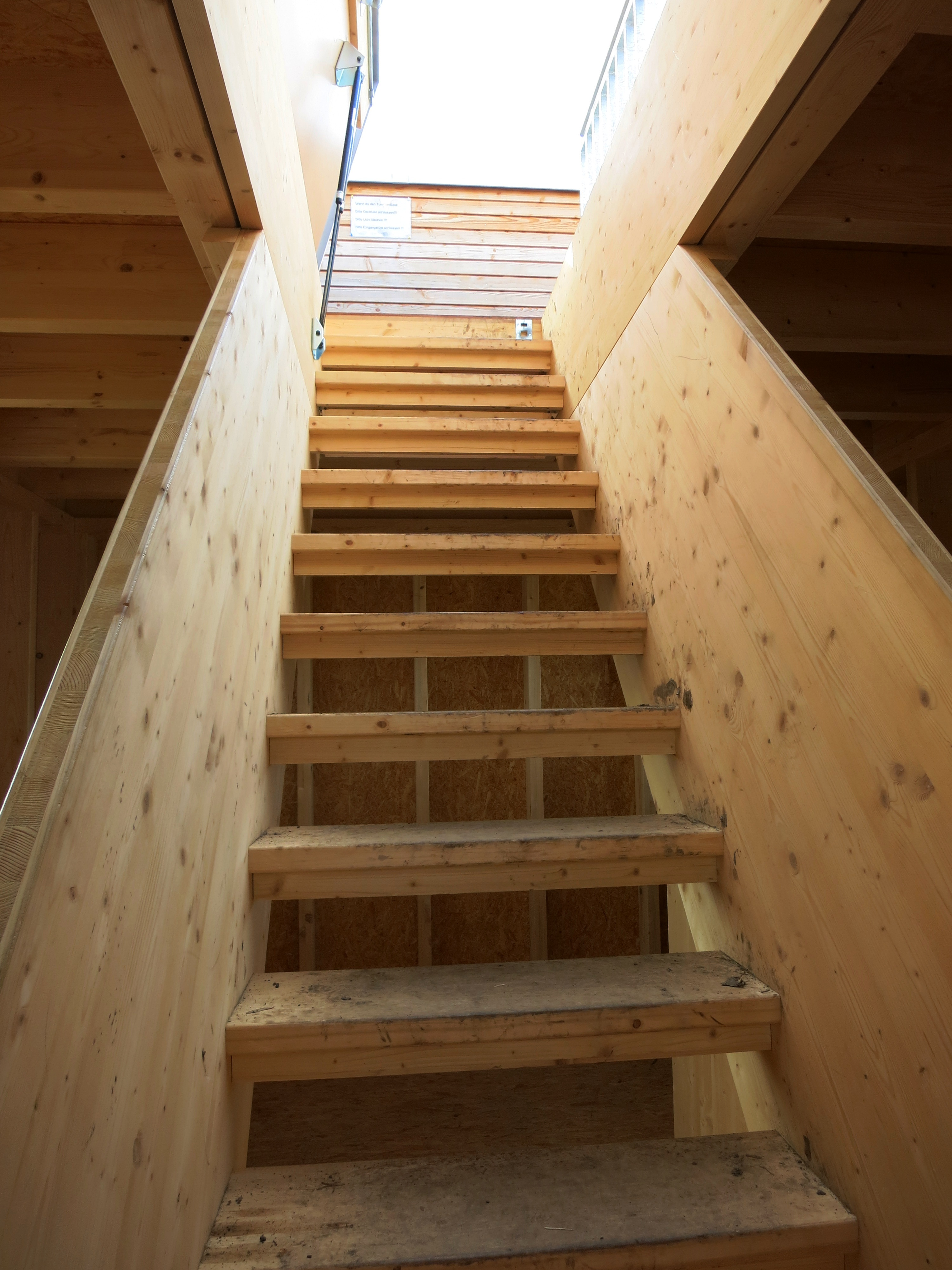
Treppen
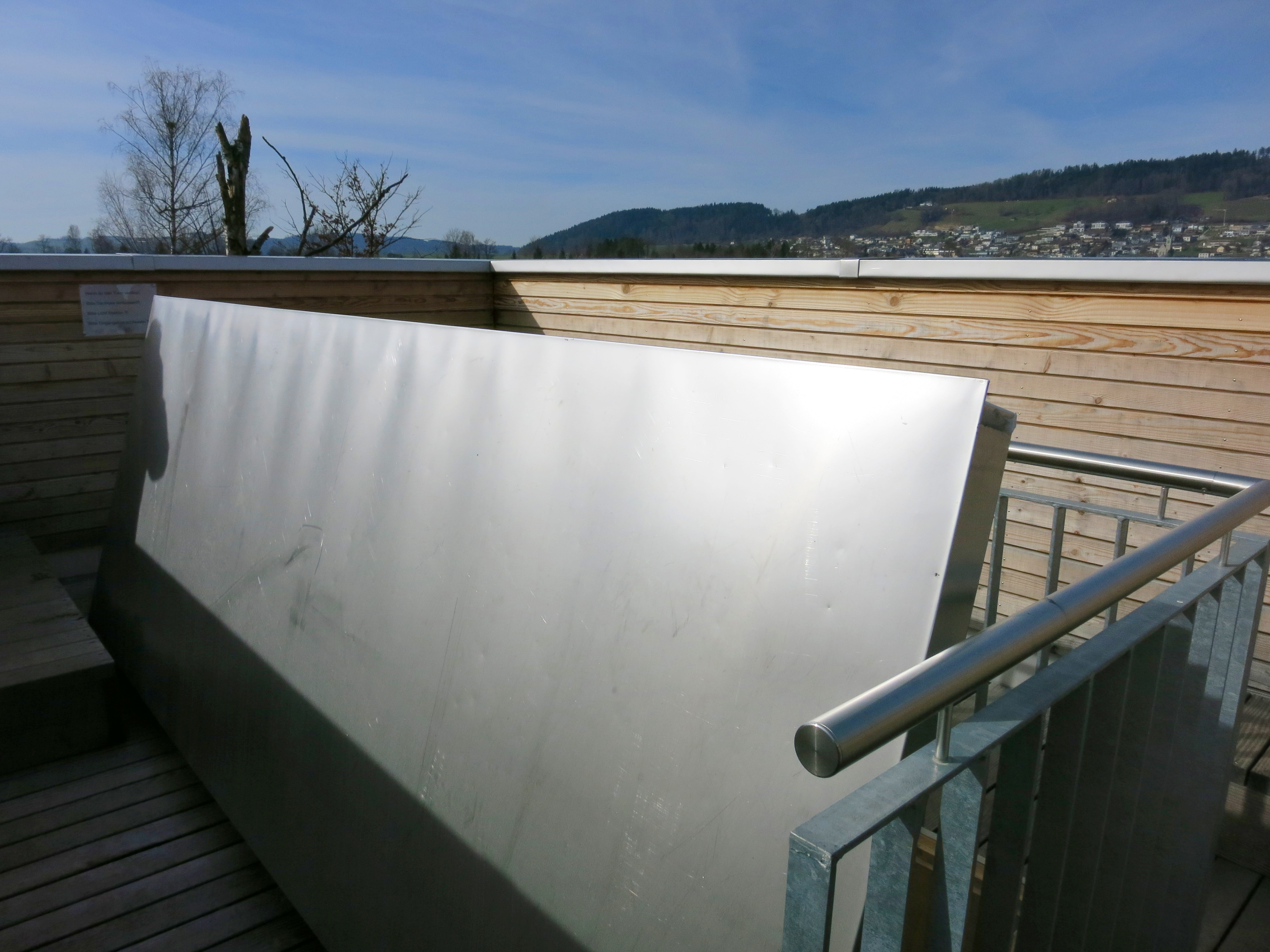
Aussichtsplattform